# Подветренные острова
Подве́тренные острова́, Ю́жно-Анти́льские острова (нидерл. Benedenwindse Eilanden, исп. Islas de Sotavento), группа по большей части вулканических островов, образующая южную часть Малых Антильских островов у берегов Венесуэлы к западу от 64° з. д. Название Подветренных островов объясняется подветренным (по сравнению с Наветренными островами) положением островов по отношению к северо-восточному пассату. Открыты в 1499 году Алонсо де Охедой и Америго Веспуччи.

## География
Общая площадь — около 2000 км², высота — до 372 м.
Состоят из островов:
| Остров      | Площадь, км² | Население, чел. | Плотность, чел./км² | Государство |
| ----------- | ------------ | --------------- | ------------------- | ----------- |
| Аруба       | 180,0        | 106 050         | 589,17              | Нидерланды  |
| Бонайре     | 288,0        | 13 389          | 46,49               | Нидерланды  |
| Кюрасао     | 444,0        | 142 180         | 320,23              | Нидерланды  |
| Маргарита   | 956,8        | 436 900         | 456,63              | Венесуэла   |
| Орчила      | 40,0         | 100             | 2,5                 | Венесуэла   |
| Лос-Рокес   | 41,0         | 1 471           | 35,88               | Венесуэла   |
| Коче        | 61,0         | 8 242           | 135,11              | Венесуэла   |
| Бланкилья   | 65,0         | 0               | 0                   | Венесуэла   |
| Лас-Авес    | 3,35         | 0               | 0                   | Венесуэла   |
| Лос-Эрманос | 2,1          | 0               | 0                   | Венесуэла   |

Более крупные острова сложены в основании метаморфическими и кристаллическими породами, которые перекрыты породами вулканического и осадочного происхождения (главным образом известняками); мелкие острова низменные, коралловые. Климат тропический пассатный, с коротким дождливым сезоном; осадков 500—600 мм в год. Из растительности — сухие вечнозелёные леса и кустарники.

## Население
Население — около 0,7 млн человек (2009). Проживают главным образом негры и мулаты, из белого населения — в основном голландцы.
Основной город — порт Виллемстад на острове Кюрасао.

## Экономика
Возделывают сорго, бататы, бананы; разводят овец и коз. На островах Аруба и Кюрасао — заводы по переработке нефти из Венесуэлы. Последние десятилетия активно развивается туризм.